# Профессиональный бокс

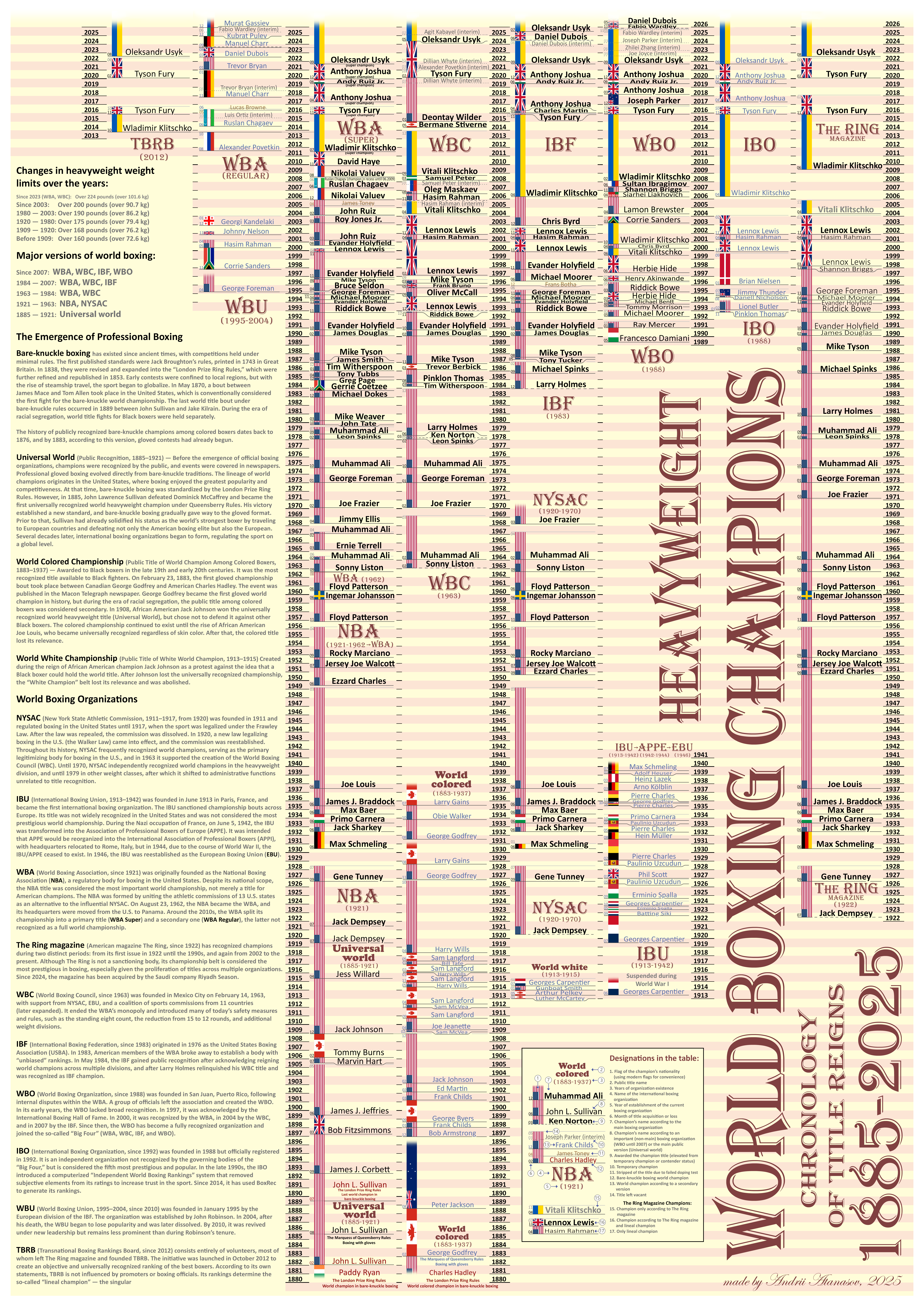
Список чемпионов мира по боксу в тяжелом весе по самым престижным версиям

Профессиональный бокс — спортивное единоборство и профессиональный вид спорта. Спортсмены-профессионалы отличаются от любителей тем, что бокс является для них способом заработка, в форме выступления на ринге за вознаграждение или предоставления услуг платного спарринг-партнёра. Любители могут претендовать только на государственную, муниципальную или университетскую стипендию и поощрительные призы, но не в форме денежного вознаграждения.

## Регламент
Боксёры-профессионалы не могут выступать в соревнованиях боксёров-любителей, а боксёры-любители утрачивают свой любительский статус сразу после участия в соревнованиях профессионалов. Любительский бокс вне соревнований не имеет возрастных ограничений, и нередко им начинают заниматься с раннего детства, с 12 лет дети допускаются к участию в соревнованиях. Профессиональным боксом занимаются с 16-20 лет. Предельный возраст профессионального боксёра зависит от правил конкретной регулирующей организации.
Бои боксёров-профессионалов проводятся в 17 весовых категориях. Контрольное взвешивание участников предстоящего боя производит супервайзер не ранее чем за 24 часа, но не позднее 8 часов до начала боя. Время взвешивания определяет промоутер поединка. Боксёров-профессионалов обычно взвешивают на электронных или медицинских весах в присутствии их представителей, прессы, а иногда и зрителей, и эта процедура играет роль подготовки к основному шоу.
Если вес боксера не соответствует заявленной на матч категории, ему дается 1 час для приведения веса в норму. Если, несмотря на его усилия, вес всё равно не соответствует норме, то предстоящий бой в принципе может не отменяться. Однако победа боксёра с превышением веса не является основанием для повышения его рейтинга.
Профессиональные бои, как правило, намного более продолжительнее, чем любительские. Продолжаются от 10 до 12 раундов, хотя для неопытных боксёров проводятся поединки менее 10 раундов, но, как правило, не менее 4. Вплоть до начала XX века встречались бои, не ограниченные по количеству раундов. И они обычно заканчивались нокаутом одного из боксёров, либо остановкой боя секундантами. Чуть позже было решено установить верхний предел 15 раундов, а в 1982 году, после смерти Дук Ку Кима, организация WBC (Всемирный боксерский совет) ограничила максимальное количество раундов двенадцатью.[18] В 1987—1988 гг. её примеру последовали две другие влиятельные организации — WBA и IBF.
В профессиональном боксе шлемы запрещены, но рефери может остановить бой, если видит, что один из боксёров не может защищаться из-за травмы. В таком случае соперник признаётся победителем техническим нокаутом. Также технический нокаут присваивается, если участник получает рассечение, не позволяющее продолжать поединок. По этой причине боксёры часто нанимают специалистов (катменов), работа которых заключается в том, чтобы остановить кровотечение, пока рефери не прекратил бой. В отличие от любителей, профессионалы выходят на ринг по пояс обнажёнными.[19]
Подсчёт очков в профессиональном боксе осуществляется по схеме обратного отсчета с последующим сложением. Каждый из двух вышедших на ринг боксеров имеют по 10 очков в начале каждого раунда. Решение о том, кто победил в раунде, принимают 3 независимых боковых судьи. Победитель в очередном раунде сохраняет за собой 10 баллов, проигравший получает 9 баллов (на 1 балл меньше), образуя таким образом счёт за один раунд 10—9.
Если один из боксёров побывал в нокдауне, то с него снимается два балла, и раунд заканчивается (при одном нокдауне) со счётом 10-8. Повторный нокдаун приводит к снятию дополнительного очка. То есть, если боксёр был в нокдауне два раза, то счет становится 10—7, если три, то 10—6. В редких случаях бывает так, что боксёр побывавший в нокдауне, выиграл раунд. В таком случае счёт должен быть 10—9 (а не 10—8) в пользу того, кто послал противника в нокдаун, так как, согласно правилам, число 10 всегда должно присутствовать. Такие правила подсчёта очков в профессиональном боксе, предполагается, способствуют большей его зрелищности.
Если боковой арбитр считает, что в раунде была ничья (некоторые боксерские организации считают ничейный результат некомпетентным судейством, но всё же такие случаи имеют место), то он выставляет счёт 10—10.
Очки, полученные боксёрами в каждом раунде, суммируются. В таком случае победитель поединка, состоящего, например, из 12 раундов, может максимально получить от каждого судьи по 120 очков (победа в каждом раунде). При оглашении результатов встречи (если это только не победа нокаутом) обязательно сообщают, какой счёт очков за весь поединок выставил каждый из 3-х судей, а также итоговый результат поединка на основе суммарной оценки и решения по запискам боковых судей. Итог такого подведения итогов  —  победа одного из боксёров либо (в редких случаях) ничья.

## Отличия между профессиональным боксом и любительским
- Профессиональные боксёры должны выступать без маек, тогда как боксёры-любители в майках (их цвет соответствует цвету угла боксёра-любителя).
- Конструкция перчаток боксёров-любителей такова, что не позволяет нанести очень сильный удар.
- Бои боксёров-профессионалов проводятся в 17 весовых категориях, любителей  —  в 10-ти.
- Принципиально отличаются методы подсчёта очков  —  в любительском боксе учитываются удары, в профессиональном  —  победы в соответствующих раундах и нокдауны.

## Боксёрские организации
- Всемирный боксёрский совет (WBC)
- Всемирная боксёрская ассоциация (WBA)
- Международная боксёрская федерация (IBF)
- Всемирная боксёрская организация (WBO)
- Международная боксёрская организация (IBO)
- Всемирная федерация профессионального бокса (WPBF)
- Всемирная боксёрская федерация (WBF)
- Паназиатская боксёрская ассоциация (РАВА)